# Yaakov Bach
Yaʿakov Bach (hebräisch יַעֲקֹב בַּאךְ Jaʿaqov Bāch;  geboren als Karl Adolf Bach 18. November 1911 in Tarnowitz, Deutsches Reich; gestorben 2006) war ein israelischer Ökonom.

## Leben
Karl Adolf Bach war ein Sohn des Kaufmanns Elias Bach und der Jenny Panofsky, einer Verwandten des Kunsthistorikers Erwin Panofsky. Bach hatte drei Geschwister. Sein Vater engagierte sich in Tarnowitz in der Kommunalpolitik und nach 1922 in der Interessenvertretung der deutschen Bevölkerung in Ostoberschlesien, dem nunmehr polnischen Teil Oberschlesiens. Die Eltern wurden 1942 Opfer des Holocaust.
Bach wuchs nach dem Ersten Weltkrieg in Polen auf und studierte ab 1929 Rechts- und Staatswissenschaften in Deutschland an den Universitäten Berlin, Freiburg und Breslau. Nach der Machtübergabe an die Nationalsozialisten Anfang 1933 musste Bach die Juristische Staatsprüfung abbrechen, da Juden der Zugang zum Gebäude des Oberlandesgerichts, in welchem die Klausuren und mündlichen Prüfungen stattfanden, verwehrt wurde. Im Jahr 1958 beschloss die Rechts- und Staatswissenschaftliche Fakultät der Universität Freiburg im Breisgau, Bach so zu stellen, als ob er die erste Staatsprüfung abgelegt hätte, und gestattete ihm, in ein Promotionsverfahren einzutreten, das er mit einer ökonomischen Dissertation bei Constantin von Dietze und Josef Heinz Müller abschloss.
Bach emigrierte im Herbst 1933 nach Palästina. Er absolvierte ein landwirtschaftliches Praktikum im Moschav Nahalal und schloss sich als Landwirt einer von deutschen Immigranten gegründeten Agrarkooperative in Kfar Bialik an. Bach heiratete die aus Breslau emigrierte Judith Sandler, sie hatten zwei Kinder. Nach Gründung des Staates Israel wurde Bach leitender Beamter im israelischen Landwirtschaftsministerium. 1953 wechselte er zur Bank Leʾumi und leitete den landwirtschaftlichen Kredit und ab 1963 als Bankdirektor bis zu seiner Pensionierung 1976 den Hypothekarkredit.
Bach war nebenher von 1953 bis 1960 Dozent für Ökonomie an der Hochschule für Rechts- und Wirtschaftswissenschaft in Tel Aviv. Ab 1970 war er Mitglied des Board of Governors des Technion in Haifa und ab 1975 der Universität Haifa. Außerdem war er Mitgründer des „David Horowitz Institute for the Research of Developing Countries“ der Universität Tel Aviv. Er veröffentlichte Zeitschriftenbeiträge zu verschiedenen wirtschaftspolitischen Themen.

## Schriften (Auswahl)
- Die Gemüsevermarktung in Israel - Neukolonisation und Marktentwicklung. Stuttgart, 1958, Dissertation Freiburg
- Zum 80. Geburtstag von Edgar Salin, in: Mitteilungen der List-Gesellschaft, 1972, S. 354–360
- Wandlungen in der Wirtschaftspolitik Israels, in: Aus Politik und Zeitgeschichte, Heft 4, 1978, S. 31–36
- Sparen trotz Inflation. Ein israelisches Paradox, in: Zeitschrift für das gesamte Kreditwesen, 1979, S. 1033–1036
- Israel im Kampf gegen die Hyperinflation, in: Zeitschrift für das gesamte Kreditwesen, 1985, S. 196–198
- Vor Reformen im israelischen Bankwesen, in: Zeitschrift für das gesamte Kreditwesen, 1986, S. 618–621